# Amphoe Sankhaburi
Sankhaburi (สรรคบุรี) est un district (amphoe) situé dans la province de Chainat, au centre de la Thaïlande.
Le district est divisé en 8 tambon et 92 muban. Il comprenait environ 67 000 habitants en 2008.